# Metamorphosis-One
Metamorphosis-One（メタモルフォージス ワン）は、愛知県出身の音楽家。パソコンを駆使しMIDIで作成したバンド演奏に多重コーラスを加えた楽曲作りが特徴。ボーカリストおよびピアニストである。

## 楽曲の特徴
オリジナルのメロディと歌詞を基調にクラシック・ロック、ジャズ、サンバ、ボサノヴァ、クラシック音楽、ポップ・ミュージックなど様々なジャンルの音楽を自由自在に取り込み作品を作る。

## 来歴
- 1999年5月20日 MIDIに触れ一人バンドの音作りを始める。
- 2000年4月4日 初のオリジナル・ソング『ハッピー・バースディ』を完成。
- 2001年10月15日 mp3.comにて1stアルバム『Who is Metamorphosis-One』リリース。
- 2002年10月10日 2ndアルバム『ロンリー・ナイト』をリリース。

## 作品
- ポップス系
  - ハッピー・バースディ (Happy Birthday)
  - ソー・ホワット (So What)
  - 大切なもの (Treasure)
  - ステージ (Stage)
  - 春の遺言 (A will of spring)
  - 恋をしようよ (Love me,baby)
  - 輝く未来へ (Funky Century)
  - わくわくどきどき (wakuwakudokidoki)
  - さよならなんて思わないから (See you, again)
- R&B系
  - 虹をかけよう (Bridge the rainbow)
  - さまよう魂 (Wandering Soul)
  - ロンリー・ナイト (Lonely Night)
- ジャズ系
  - マイ・ミュージック・ライフ (My music life)
  - 真夜中のメリーゴーランド (Merry-go-round in the midnight)
  - サンタがくれたクリスマス・ソング (Christmas song from Santa Claus)
  - ラスト・ランデブー (Last Rendezvous)
  - 打ちひしがれて (Regret)
  - 心にワン・ショット (One shot in our heart)
  - ささやきたい (Whisper)
  - ジャンプ (Jump)
- ラテン系
  - 永遠のダンス (Eternal Dance)
  - 叶わぬ想い (After a pain in the neck)
- ロック系
  - デンジャラス・ナイト (Dangerous Night)
  - シンコペーション (Syncopation)
- クラシック系
  - 七夕伝説 (Star Vega)
  - 振り返ると
  - 闇のドルチェ